# ロング・ラブレター〜漂流教室〜
『ロング・ラブレター〜漂流教室〜』（ロング・ラブレター ひょうりゅうきょうしつ）は、2002年1月9日から3月20日まで毎週水曜日21:00 - 21:54（JST）に、フジテレビ系の「水曜劇場」枠で放送されていた日本のテレビドラマ。主演は常盤貴子と窪塚洋介。
原作は楳図かずおの漫画『漂流教室』だが、設定が大幅に変更されている。

## あらすじ
浅海は神奈川県横浜市の神奈川県立本倉高等学校の教師である。生徒たちに慕われる気の良い性格の浅海は、実家の花屋を手伝っていた結花と偶然一年ぶりに再会する。浅海は同僚教師たちの話から、結花がかつて本倉高校で教師を務めていたが、ある傷害事件の当事者として退職していたことを知り、結花と浅からぬ縁を感じる。新年の忙しい時期で結花と一度しか顔を合わせることができず、補習授業のために学校に出勤した。
結花は教え子であり自身が退職させられた要因ともなった、傷害事件のもう1人の当事者である藤沢から2年ぶりに連絡を受けていた。藤沢は退学後は寿司屋で立派に働いており、当時のことを許してもらえるのならば謝罪したいという藤沢の申し出を心から喜んでいた。約束の場所に行く前に、未払いであった花の代金の集金のため本倉高校を訪れる。浅海のクラスの生徒である高松は、喧嘩していた恋人のかおると、ようやく仲直りができそうになるまでに関係を修復して、かおるから小さなプレゼントを受け取り、いくらか軽くなった心で補習授業のために学校の校門をくぐった。
始業式の前日である1月7日の午前11時を回った頃、浅海と結花が偶然校庭で出逢い些細なことを言い争っていた。2年C組は、高松、大友、安堂、池垣らの落第生を集めて補習授業が行われていた。職員室は、進路相談で訪れた3年生の柳瀬の他に、冬期休暇の最終日で関谷や若原らの教師たちが詰めていた。その瞬間、1年生、2年生、事務員らを含む約30名が本倉高校にいた。
最初の異変を高松の友人でもある大友が察知し、教室のチョークが奇妙に揺れていることに気付いた直後に大地震が発生し、二年C組の面々は学校全体が大きく揺れる現場に居合わせる。地震はあっさりと収束し、生徒ら校内にいた人々は、本倉高校の異変を認識せずに時間を過ごした。
校庭に居た浅海と結花は、地震の収束と同時に周囲の光景が見知らぬ土地へ変貌する様を目にする。樹も人も車もビルも街の空間が消失して岩と砂と土で砂漠同然の荒涼とした世界が広がる信じがたい出来事に、浅海たちは茫然自失となる。本倉高校は、未来の世界にタイムスリップしていた。

## キャスト

### タイムスリップした人物

#### 主要人物
- 三崎 結花〈28〉（花屋の店員） - 常盤貴子

ヒロイン。二年前まで本倉高校に勤める教師だったが、教え子の藤沢が起こした暴力事件の責任を被り退職した。現在は父の重雄が営む花屋『ミサキフローリスト』を手伝っている。事件に巻き込まれた人物達の中で唯一、学校関係者以外の人物である。
一年前に、ショッピングモールで浅海と出会い携帯電話番号を交換するも、その後一度も連絡がとれずに音信不通となり、偶然再会した際には冷たくあしらった。2002年1月7日に、関谷から花束の代金を徴収するために本倉高校を再び訪れて浅海と再会する。校門を出る寸前で浅海と会話するために立ち止まり、直後に大地震に襲われてタイムスリップに巻き込まれる。几帳面で芯が強く協調性に優れて慈愛心が深く、元教師であることから生徒たちとすぐに打ち解け合い、タイムスリップ後の日々の様子をノートへ子細に記録している。学校では生徒たちの見本として気丈に振る舞い、浅海にだけ自身の弱みを見せる。一度本気で何かを始めると引っ込みがきかなくなる勢い任せな一面がある。
教師の頃は髪型がマッシュルームカットであったことから、一部教員や生徒たちから「MASH（マッシュ）」のあだ名で半ば伝説として語り継がれているが、本人はこの呼び名を嫌っている。
- 浅海 暁生〈23〉（神奈川県立本倉高等学校教師） - 窪塚洋介

主人公で本倉高校の数学教師である。若年であることから生徒たちと等身大で接して人気がある。温厚でマイペースな風体ながらも人一倍に生徒思いで、数少ない大人として強い責任感を持って生徒たちを牽引する。
一年前に結花と出会い携帯電話番号を交換するが、直後にスリの被害に遭い、幾人かの友人と共に結花とも連絡が不可能となった。学校で再会した際は下着姿の安堂に押し倒されている場面を目撃され、当初は結花から女たらしのように思われた。出会った当初から結花に好意を抱き、タイムスリップ後も口説いて混乱させたり、藤沢との約束を気にかけている様子を見かねて嫉妬心を露わにすることもあった。タイムスリップの瞬間に呼び止めたせいで結花を巻き込んだと責任を感じているが、そばに居てくれて良かったとも思っている。
新任であることから二年前の暴力事件を知らず、結花が関わっていることを驚いていた。

#### 神奈川県立本倉高等学校

##### 教職員
- 関谷 則子（32） - 中島宏海
- 岡津 三蔵（40） - モロ師岡
- 若原 述之（48） - 中丸新将
- 追浜 雄三（35） - 小原雅人
- 平沼 剛（38） - 増田由紀夫
- 鶴見 良夫（41） - 伊藤正之

##### 一年生
- 大久保 晃弘（16） - 市原隼人（途中降板）→ 田中伸彦

陸上部員。自転車を用いた発電、電球の点灯に協力した。
- 我猛 翠（16） - 鈴木えみ

IQ230の才女で、ノートパソコンを所持している。淡々として常に沈着冷静で、未知の状況にも動じない。始業式前日に学校を訪れた理由は不明である。優れた知識量と冷静な判断力を駆使してタイムスリップした原因や生存方法などを調査し、浅海を支援する。
砂漠探索の際、岡津の自動車の故障したカーナビを修理し、画面上に一瞬「２０２０/１２/５」と表示されるのを確認する。
- 寒川 則香（16） - 田口寛子

テニス部員で、部活動のために学校を訪れていた。
- 深沢 サエ（16） - 長屋光紗（現：望月みさ）

テニス部員で、部活動のため学校を訪れていた。ホームシックになり泣き出すなど気弱である。

##### 二年生
- 愛川 京子（17） - 小森早也香
- 安堂 千里（17） - 今江千佳
- 池垣 文也（17） - 松本伸夫
- 伊勢原 正志（17） - 中重諭
- 荏田 雄一（17） - 大沢朋司
- 大友 唯（17） - 山下智久
- 金沢 真紀（17） - 石井里弥
- 川田 咲子（17） - 大村彩子
- 高松 翔（17） - 山田孝之
- 田代 仁（17） - 内野謙太
- 辰巳 寛人（17） - 福士誠治
- 西 あゆみ（16） - 赤咲伶奈（現：愛加あゆ）
- 二宮 恵太（17） - 一條俊
- 畑 圭司（17） - 鈴木圭
- 舞岡 あずさ（17） - 香里奈
- 高木 美雪（17） - 小泉絵美子
- 東 トメ子（17） - 高木麻依子（現：留奥麻依子）

##### 三年生
- 柳瀬 俊介（18） - 鳥居紀彦

### 現代にいる人物
- 三崎 重雄（55） - 大杉漣

　結花の父親。花屋『ミサキフローリスト』を営む。
行方不明になった結花を必死に捜索し、目撃証言から学校と共に消えたことを知る。あゆみの超能力を通して結花の声を聞き、未来の世界に生きていることを確信する。
- 一ノ瀬 かおる（17） - 水川あさみ

高松の彼女。鈍感な高松の言動に呆れるばかりで素直ではないが、彼女なりに一途に想っており、高松への愛情表現をしている。
事件当日、学校に用はなかったものの「暇だから」という理由で高松・山田と共に登校。校門前で高松と別れ道中にあったコンビニへ引き返したためにタイムスリップに巻き込まれずに済んだ。
山田からも好意を持たれており、それとなくアプローチを受けている。
- 一ノ瀬 真智子 - 高畑淳子
- 藤沢 隆太（20） - 妻夫木聡
- 山田 信一（17） - 内田朝陽
- 山田 清美 - 伴美奈子
- 中沢 純子（23） - 石橋けい
- 川和 ハツ子（17） - 安藤聖
- 新羽 瑞穂（21） - 藤井佳奈
- 畑 ゆり子（16） - 桜庭菜保

圭司の妹で、兄と同じ本倉高校の生徒。楽器を所持しており音楽系の部活動に入っていると思われる。
事件当日も兄とその彼女である金沢と共に登校している。一度学校に入ったものの、直後に財布を取りに帰宅するため学校を出た。タイムスリップの約１分前のことであり、間一髪で難を逃れた。
校門を出る直前に校庭に浅海と結花がいるのを目撃している。
- 大友 美恵子（40） - 宮田早苗
- 柳瀬 菊枝 - 酒井麻吏
- 大月 雪乃 - 倉沢桃子
- 長谷部 杏 - 八巻瑞穂
- 井上 夏美 - 岡田妙子
- 川崎 智子（28） - 桐子
- 大楠記者 - 三井善忠
- アナウンサー - 福井謙二（元フジテレビアナウンサー）
- 記者 - 積圭祐
- レポーター - 山田玲奈
- 校長 - 山崎満
- ノブ - 山西惇
- レイコ - 須藤寛子
- ホテルの宿泊客 - 沼崎悠、国本真子

### 侵入者たち
未来の世界での数少ない人類の生き残り。日本語、中国語、韓国語が混合した言語を話す。
- 薬をくれた侵入者 - 鄭龍進（テイリュウシン）

浅海を救うために隠れ家にやって来た結花達に「過去の世界のことを長から聞いたことがある」「君達は未来に撒かれた種子だ」と話す。
西を守るため第二人類と戦い重傷を負い、他の仲間達と共に死亡する。
- 浅海を傷つけた侵入者 - 天野裕朗
- 我猛と話した侵入者 - 虎牙光揮

学校内に侵入し食料を奪うも、高木らに取り押さえられ捕縛される。
種の生存のために女を求めており、自ら協力を申し出た西を学校外へ誘拐する。我猛の「我々は過去から来た」という呼びかけに対し、「お前達のせいで（世界は）こうなった」と吐き捨て逃亡する。

## スタッフ
- 原作 - 楳図かずお『漂流教室』
- 脚本 - 大森美香
- 演出 - 水田成英、武内英樹、木村達昭、川村泰祐
- 音楽 - 吉俣良
- 主題歌 - 山下達郎「LOVELAND, ISLAND」（AIR / BMG FUNHOUSE）
- 未来人類製作 - 林文雄、加藤聡、渡辺博之、吉田明美、田端恵
- CG - イマージュ
- 技斗 - 高瀬将嗣、瀬木一将
- 技術協力 - 共同テレビジョン
- スタジオ - 日活撮影所、渋谷ビデオスタジオ
- プロデュース - 山口雅俊
- 制作著作 - フジテレビ

## 放送日程
| 各話                                                       | 放送日        | サブタイトル                  | 演出     | 視聴率 |
| ---------------------------------------------------------- | ------------- | ----------------------------- | -------- | ------ |
| 第1話                                                      | 2002年1月09日 | 恋人は!? 沈む船・永遠の別れ   | 水田成英 | 17.2%  |
| 第2話                                                      | 2002年1月16日 | 2人の約束は? 学校が消えた!    | 水田成英 | 17.2%  |
| 第3話                                                      | 2002年1月23日 | 死にゆく恋人に届け! この想い  | 武内英樹 | 17.1%  |
| 第4話                                                      | 2002年1月30日 | 月の砂漠! 2人だけの初デート   | 木村達昭 | 15.3%  |
| 第5話                                                      | 2002年2月06日 | 非常事態とあまりに突然のキス  | 水田成英 | 16.0%  |
| 第6話                                                      | 2002年2月13日 | 薬がない!! 愛する人に涙のキス | 武内英樹 | 15.9%  |
| 第7話                                                      | 2002年2月20日 | もっと普通の恋愛ドラマ        | 木村達昭 | 16.2%  |
| 第8話                                                      | 2002年2月27日 | 帰れ! もとの世界へ            | 水田成英 | 14.2%  |
| 第9話                                                      | 2002年3月06日 | 抱きしめてもいいですか?       | 川村泰祐 | 16.2%  |
| 第10話                                                     | 2002年3月13日 | 最後の食事…やっと会えた!      | 木村達昭 | 16.5%  |
| 最終話                                                     | 2002年3月20日 | ハッピー・エンド              | 水田成英 | 17.9%  |
| 平均視聴率 16.4%（視聴率は関東地区・ビデオリサーチ社調べ） |               |                               |          |        |

## 受賞
- 第32回ザテレビジョンドラマアカデミー賞
  - 劇中音楽賞（吉俣良）[4]

## 原作漫画との相違点
- 原作は大和小学校で、ドラマは本倉高校である。
- 原作でタイムスリップする人数は863人だが、ドラマでは22人である。
- ドラマオリジナルのキャラクターが多数登場する。
- 関谷や我猛らは性別が変わっている。
- 原作は大友派、高松派など内部で争うが、ドラマで高松と大友は仲互いせずに対立しない（当人同士の小競り合いは発生する）。
- 原作の主人公は生徒で、ドラマの主人公は教師である。
- 原作で描かれる殺し合いをドラマは設定せず、生き延びる様子を強調している。
- ドラマは怪奇生物や怪奇現象を描写せず、物語終盤に未来人類がわずかに登場する。
- 原作は大人が全て死亡するが、ドラマは主人公の教師と原作に登場しない校務員が生き延びる[2]。

## 登場した車輌
- ホンダ・フィット - 三崎結花（常盤貴子）の愛車である。
- ホンダ・シビックシャトル - 岡津三蔵（モロ師岡）の愛車である。学校内の駐車場に停めていたことから共にタイムスリップし、序盤の砂漠探索で活躍する。しかしガス欠となり終盤には登場しなくなった。
- 初代日産・テラノ - 提供広告を考慮して車種名エンブレムは取り外されている。学校を出る決断をした若原らが逃亡の足に使い、その後は不明。

## 関連商品
- ロング・ラブレター〜漂流教室〜 DVD-BOX（2002年7月17日）
- ロング・ラブレター〜漂流教室〜 Vol.1 - 6 VHS（2002年7月17日）